# 公館五穀宮
24°30′08″N 120°49′36″E / 24.502289°N 120.826672°E
公館五穀宮，是位於臺灣苗栗縣公館鄉館中村的神農廟，原先廟身在1997年曾被評定為三級古蹟，2000年廟方拆除建立新廟。

## 歷史沿革

### 早期歷史
此神農廟在嘉慶十五年（1810年）原是一座土地祠，到嘉慶廿五年（1820年）時吳汝宗攜帶稱為「五穀神農皇帝」的神牌共祀行旅膜拜。道光卅年（1850年），鄉紳張進生募款重修廟宇，三年後落成。此後定名為「公館五穀宮」，並增祀天上聖母與三山國王神祇。
1925年，決定宮址北移至現址。翌年3月開工，1928年10月完工。1935年新竹－台中地震，拜亭部分倒塌。

### 改建風波

#### 爭取古蹟評定
1996年1月23日，因廟方擬改建新廟一事引起地方關切，苗栗縣政府民政局長古鎮清來此廟勘查，說希望列入古蹟保存，由政府負責管理。廟方主委張森鴻表示該廟確年久失修而出現漏水等問題，至於是否應予拆除重建或維持原貌整修，也希望能有多一些時間進行規劃及凝聚共識，以兼顧保護古蹟及地方發展需求。與會各方達成如下三點協議：一、先行搶修有安全之虞的廟內老舊線路部份；二、民政局將依程序協調各單位，並報請內政部派員勘查，將五穀宮納入古蹟管理；三、日後不論是以拆除重建或以整建方式為之，都須先對鄉內每家戶進行民意調查。
當日，護廟組織成員彭定松表示此建築極具民俗及文化上的保存價值外，並指出公館鄉民小時候幾乎都是在廟庭大殿中嬉鬧、在五穀爺的庇蔭下成長，與此廟都有著濃厚的感情連繫，因此他們無法同意管理委員會決定將廟拆除重建的做法。
5月3日，古鎮清再訪張森鴻，表示公館五穀宮為單進兩廂帶拜殿的合院式廟宇建築，有比其他五穀宮更具古意，也鮮少有廟宇能讓其他不同的八種神明齊聚一宮，苗栗過去已失去苗栗縣城隍廟、苗栗市天后宮等重要古建築，望公館人全力保留這此原鄉文化資產。張森鴻回說，十九位管理委員中，有三分之二贊同改建，理由是要修建漏水屋頂、闢建現代化停車場和活動中心，他強調個人沒有預設立場，改建或整修，將以5月10日召開的信徒大會多數意見為原則。鄉長謝桂麟表示，希望管理委員會能再多聽聽地方不同的意見，在取得共識之後再定奪。
5月10日的信徒大會，兩派人士達成由奉祀轄區內十個村相關人員組成籌建委員會，並於7月16日晚上召開會議。該日會中，決定以擲筊請示五穀先帝意見，結果是修建，而非拆除。管理委員會初步決定8月份召開修建委員會，依照規劃將只做局部修建。

#### 列為古蹟問題
過去《文化資產保存法》廿七條規定古蹟審查指定是屬政府機關行政職權，且該法並未對如何指定古蹟予以規定，更未規定應組成古蹟評鑑委員會，所以該會並非體制內組織僅為徵詢性質之任務編組，因此其在法律上並無確切效力，而且只是「評定」、並非｢指定」，評鑑會議仍須簽報部長核定始生效。
1997年4月17日，內政部召開古蹟評鑑會議，將此廟評定為三級古蹟。同月29日，廟方信徒代表大會上，張森鴻動用表決要求政府註銷列入古蹟案，揚言內政部不重視廟宇基層信徒聲音，不惜北上抗議。5月14日，新修正的文資法公布，未具國定和省定古蹟價值，縣府亦依法律賦予的自治權利。6月5日，中央政府行文縣府轉立院決議文，要地方政府逕行公告古蹟資格。因需縣府重新勘查鑑定並召開審查會議加以評定，此後改建派與保存派即針鋒相對，並互有動作。7月22日，民政司長紀俊臣來率同歷史教授王啟宗、建築教授李乾朗，來此廟聽取主張保存與拆除兩方人員意見。9月25日，立委陳文輝等十四位立委，於立法院提出臨時提案，要主管機關廢除此廟三級古蹟資格。
1998年4月27日，新隆國小校長張秋台、教師徐進榮、手工藝家彭定松及後龍溪生態保育協會成員所組成的護廟聯盟護廟團體遞送千人連署書向縣府陳情，由古鎮清代表接下。5月9日，強調沒有預設立場的公館社教站以慶祝母親節，邀兒童為母親、此廟作畫。8月3日，民政局在公館國小舉辦首場公聽會，邀請內政部視察呂清源及相關官員列席，分別由極力主張改建的劉日燕、爭取列為古蹟的徐進榮、祖父與五穀宮有深厚淵源並中立派的彭鈺明三人，各用十分鐘時間說明重點訴求，然後由與會民眾個別發言，5日再舉行第二場。9月22日，作家李喬等多位護廟聯盟再次向縣議會及縣府陳情，本預定在議會臨時會期，縣議員賴源順與杜文卿等人陪同，惟會期提前結束，護廟聯盟在議會門口拉布條後，將陳情資料遞交主任秘書黃蘭昌。10月13日，公館國小活動中心舉行第三場公聽會，會中邀請建築師楊仁江與內政部視察呂清源等人列席解答問題。同月23日，縣立文化中心出版《公館五穀宮專輯》，分為沿革、祀神、建築、裝飾藝術、信仰與祭祀等五單元，在資料收集過程中，曾遭受拆廟人士阻撓，其中張秋台為維護古蹟，為專輯拍攝、資料收集奔走，使此書順利出版。

#### 改建派佔優勢
1999年管理委員會改選，改建派掌握多數委員席次，主任委員朱安欽亦支持改建。5月18日，議員賴源順在民政局工作報告後二度質詢指出，公館鄉五穀宮存廢問題，造成地方困擾多時，破壞地方和諧，望民政局重視解決，恢復公館鄉團結和諧面貌。6月下旬，朱安欽旋即成立五穀宮改建委員會，率同三百多名委員著手推動。
對兩方爭議，公館鄉的大愛工作室成員彭鈺明與楊家淼等人以藍田書院整修成功為例，建議將其中正殿與部分設施列為古蹟，另一部分則拆除改建作多用途目標。8月12日，朱安欽以管理委員會主任委身分邀集地方人士召開說明會，反駁近來護廟聯盟質疑將有拆廟改建的行動，且涉及利益輸送的傳聞。同月30日，護廟聯盟面見縣長傅學鵬時，呈送一百零二張五穀宮各角度的照片，強調建築並無安全疑慮，建議主管單位逕行公告為古蹟予以保存，傅縣長與民政局長周世明都表示會依法處理。9月，護廟聯盟作了十支指引遊客到此廟參觀的路標，希望讓過往台6線的遊客，也能順路參觀此文化資產，在9月13日發現有七支已經被以黑漆塗黑。11月8日，王啟宗、張勝彥、周宗賢、林會承、李乾朗及薛琴等六位教授，會同苗栗縣政府民政局長周世明、禮俗文獻課長黃龍富及公館鄉公所、五穀宮管理委員會等單位進行現場會勘。 
2000年1月3日清晨，堅持改建的公館鄉五穀宮管理委員會，將供奉的神像等遷移至附近宮前路民宅三樓，遭護廟聯盟前往阻止，一度發生衝突。民政局長周世明表示1月5日內政部將召開古蹟評鑑會議，決定是否列入古蹟，在尚未評鑑之前該廟並非古蹟，所以他在處理雙方衝突推擠風波時，縣府依現行法令規定，不能使用公權力禁止遷移神像。
該年1月23日，公館五穀宮第九屆第二次臨時信徒大會上，由主任委員朱安欽主持，縣府民政局長周世明與禮俗文獻課長黃龍富也列席。廟方則在門口張貼「非信徒勿進入」的告示，避免護廟人士進入會場。 大多數信徒仍堅持原地改建，準備農曆正月十二日展開拆除行動。周世明說明1月5日古蹟審查會未提出結論，但有所謂上策與中策兩方案。基本上將五穀宮列為古蹟，廟方另在附近興建用途多元化的行政大樓，可帶動信眾並方便民眾活動，也有助於推動觀光與促銷農特產品的多重效益。此一方案並未獲得信徒代表支持後，周世明繼而提出中策，以林安泰古厝和欽差行臺等案例，說明移築也是不錯的構想，即先行將廟身拆卸保留一磚一瓦，俟經費充足後在客屬文化園區重建。 不過，信徒質疑如此一來相當耗時，將再度使改建工作拖延。朱安欽在要求周世明提出明確時間表，並保證不會被列為古蹟，未獲正面答覆後，即主導將改建的提案通過。周世明多方協調，並說明審查階段不得拆除寺廟的法令，部分信徒也擔心朱安欽涉刑責，有意接受民政局的建議，不過信徒強烈要求局長要儘速作成決定。經三小時討論，信徒大會同意將改建與保存文物的相關事宜授權給管理委員會與改建委員會處理，而周世明同意在緊急連絡專家學者召開第二次審查會，表達多數信徒的意願，以中策方式處理化解多年的爭議。

#### 遭到拆除
2000年1月28日，苗栗縣政府舉辦的古蹟評鑑會議上，以一票之差，評定該宮暫不列入古蹟，但因該宮具有客家寺廟和傳統農村社會特色，學者建議仿效林安泰古厝方式移築。同月31日，縣長傅學鵬指示民政局長周世明，應儘速辦妥公館五穀宮移築工作。當天，周世明拜訪朱安欽，要求築移前不可拆除，否則不會發新廟執照。
2月14日，廟方開始拆除廟旁周圍出租攤位。同日，立委朱惠良以及范巽綠等人，陪同護廟聯盟召開記者會，認為公館五穀宮應逕行公告為古蹟。5月1日，縣務會務時，周世明報告縣府處理該紛爭案經過時，引述營建署都計組長謝偉松的傳真文件指出，只要該寺廟非屬依法公告指定之古蹟，寺廟權利關係人自得依法申請建築。 
5月8日上午7時40分許，廟方在未經申請核准的情況下雇請怪手動工進行拆除舊廟，趕往阻止的護廟聯盟徐進榮、金建國、江鑫義等人因噴殺蟲劑制止施工，當場遭到圍毆，事後雙方互控涉嫌傷害等。地方傳出由於5月20日陳水扁即將上任總統，政權易主，廟方恐將對護廟聯盟有利，因而先下手為強。9日，周世明在記者會表示縣府處理此爭議案過程，絕對沒有違法。12日，徐進榮至地檢署，按鈴控告公館分駐所所長謝海利故意廢弛職務圖利拆廟人士。李喬又向法院自訴周世明涉嫌誹謗。18日，護廟聯盟成員召開記者會批評縣府失職。
因公館鄉五榖宮擅自拆除案，公務員懲戒委員在6月16日對傅學鵬提出彈劾。8月3日，周世明因縣長被彈劾，提出辭民政局長職，唯未獲准。最後，縣府在8月5日對廟方罰款新台幣六萬元。
公館鄉五穀宮拆除後，其舊廟照片掀起蒐集、搶購熱潮，於公館農會旁經營照相館的劉瑞鵬在拆除前拍攝不少照片，一些公館旅外鄉親，紛紛向他訂購、留念，以慰思鄉情懷。對此，三義鄉亞太古美術負責人杜邦就惋惜說此廟的寶貝何其多，卻一夕全毀，實在可惜。
年末，苗栗縣新聞記者採訪協會將此拆廟事件列為該年苗栗縣十大新聞之一。

#### 新廟建立

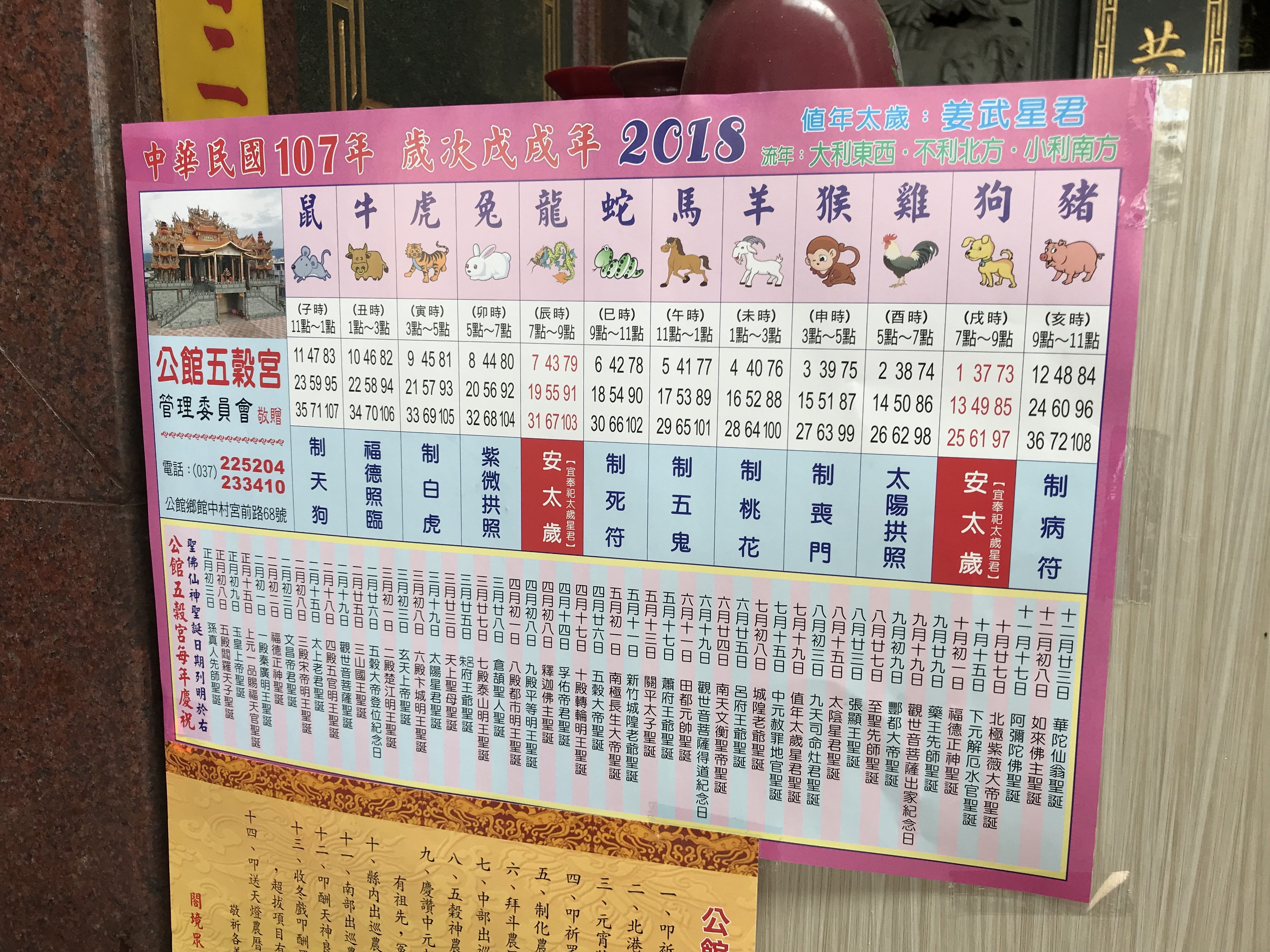
新廟建築地址為公館鄉館中村宮前路68號。

2001年1月，管理委員會正式向縣府提出申請改建的建照執照，並附改建為三樓建物的設計書圖。3月29日，原捐獻人江學仁等人在護廟人士徐進榮、金建國等陪同下，指控縣府怠忽職守致被拆除，求縣府負責回復原狀，按原有材料、工法，原地原貌重建。
10月7日，廟方舉辦第一場新廟募款及說明會，由朱安欽說明新廟為地上三層、地下一層的建築，五穀先帝供奉在二樓，三樓還特別規劃有文化館及地方需求的館中活動中心，估計約需一億六千萬元，捐款可以採三年分期支付，工程分五包招標。11月13日改建工程開標，16日完成各項發包工程。
2004年3月17日，舉行祭聖大典暨落成啟用。
2018年7月30日，一家名為「小太禓關懷協會」的愛心團體在此廟成立愛心便當站，每週一到週五由志工提供獨居老人、身障或行動不便的長者送餐服務。縣長徐耀昌、立委徐志榮、縣議員李文斌、謝文禓、公館鄉長曾美露、公館鄉代會主席劉冠霆等人共同揭牌成立。